# Хантер, Лу
Джозеф Гарвин (Лу) Хантер (англ. Joseph Garvin (Lou) Hunter; 4 октября 1899, Луисвилл, Кентукки — 10 сентября 1984, Санта-Барбара, Калифорния) — американский регбист, замок. Олимпийский чемпион 1920 года.

## Биография
Лу Хантер родился 4 октября 1899 года в американском городе Луисвилл в штате Кентукки.
Окончил университет Санта-Клары. В начале 1920-х годов переехал в Маунтин-Вью в штате Калифорния.
Играл в регби за «Санта-Клара Бронкос», позже за «Белистон».
В 1920 году вошёл в состав сборной США по регби на летних Олимпийских играх в Антверпене и завоевал золотую медаль. Участвовал в единственном матче турнира, в котором американцы выиграли у сборной Франции — 8:0. Играл на позиции замка, занёс попытку, набрав 5 очков.
В 1924 году в составе сборной США участвовал в турне по Англии перед летними Олимпийскими играми в Париже, но не сыграл ни одного матча и не попал в состав олимпийской команды.
Умер 10 сентября 1984 года в американском городе Санта-Барбара.

## Память
В 2012 году вместе с другими игроками сборной США, победившей на олимпийском турнире в Антверпене, был введён во Всемирный регбийный зал славы.